# Завадський Ігор Борисович
І́гор Бори́сович Зава́дський (* 20 січня 1966, Інта, Комі АРСР) — український акордеоніст, виконавець та популяризатор творів класичної музики. Заслужений артист України (2000); переможець міжнародних конкурсів; перший український акордеоніст у Книзі рекордів України, як єдиний володар 3-х «Золотих лір» — головних призів міжнародних конкурсів акордеоністів; перший український музикант, що потрапив до Книги рекордів Гіннеса (Канада).

## Життєпис
Народився у місті Інта на півночі Росії, де батько працював шахтарем. Ігор — сьома дитина у сім'ї. Коли йому виповнилося 7 років, сім'я переїхала до м. Екібастуза (Казахстан). Там в 11 років він пішов до першого класу музичної школи. Продовжив музичну освіту в м. Запоріжжі (Україна), куди у 12 років переїхав жити разом з батьками.
Батько прищепив Ігорю любов до акордеона. 19 жовтня 2016 року в Будинку актора відбувся 103-й сольний концерт, присвячений пам'яті батька, якому у цей день виповнився б 101 рік.
У 16 років вступив до Запорізького державного музичного училища. Після закінчення отримав диплом з відзнакою.
У 20 років вступив до Київської державної консерваторії імені П. І. Чайковського, навчався у Миколи Давидова. Склавши на відмінно випускні іспити, отримав розподіл до м. Борисполя (Київська область) на посаду акомпаніатора хору Будинку культури радгоспу «Бориспільський», а з 26 до 28 років — художній керівник і директор цього Будинку культури.
У 27 років, після того, як з'явився перший власний концертний інструмент, почав активну гастрольну діяльність.
У 28 років отримав Золоту медаль і став лауреатом міжнародного конкурсу акордеоністів «Гран-прі» у Франції (м. Андрезьє-Бутеон).
У 29 років став володарем головного призу «Золота ліра» на міжнародному конкурсі акордеоністів «Стефано Біззаррі» в Італії, отримавши при цьому найвищий бал — 100 зі 100 можливих, що стало унікальним випадком у багаторічній історії міжнародних конкурсів.
За три місяці після цього успіху вступив до асистентури-стажування (виконавська аспірантура) Національної музичної академії України імені П. І. Чайковського.
Загалом музична освіта тривала 17 років: 5 років — музична школа (у 1-му класі викладач зі спеціальності — Солодков Віктор Михайлович; з 2-го по 5-й — Давидов Євген Анатолійович); 4 роки — музичне училище (клас педагога Петриченка Анатолія Григоровича); 5 років — консерваторія і там же (нова назва — Національна музична академія України імені П. І. Чайковського) 3 роки — асистентура-стажування (клас професора Давидова Миколи Андрійовича).
У трудовій діяльності Ігоря Завадського можна відзначити його дворічний досвід викладання у Київському Національному університеті культури і мистецтв, а також чотирирічний досвід у ролі провідного соліста-інструменталіста Полтавської обласної державної філармонії і чотири роки на такій же посаді — в Хмельницькій обласній державній філармонії.
23 січня 2020 року став радіоведучим «Емігрантського радіо». Вів авторську програму «Акорди з Ігорем Завадським щочетверга» до моменту закриття радіо у 2021-му році. Його гостями у 57-ми прямих етерах стали 60 відомих особистостей України.
Наприкінці 2021 року став організатором, Головою журі та Президентом Міжнародного конкурсу-фестивалю акордеоністів у Києві. Конкурс має найбільші премії для переможців та найбільший призовий фонд за всю історію Міжнародних конкурсів акордеоністів. Головні три тури конкурсу відбудуться у травні 2024 року в Києві (або у травні наступного року, якщо ще триватиме війна). Зараз триває відбірковий онлайн тур. Сайт конкурсу — www.accordion.kyiv.ua

## Ув'язнення
У 2012 році потрапив за ґрати за підозрою у розбещенні неповнолітніх. Винесений 10 липня 2014 року суворий вирок скасовано 20 квітня 2016 року. 13 червня 2016 року Ігоря Завадського випущено на поруки.

## Нагороди
28 грудня 2000 р. — Президент України підписав Указ про присвоєння Ігорю Завадському почесного звання «Заслужений артист України» за вагомі досягнення в професійній діяльності та багаторічну добросовісну працю.[джерело?]
6 травня 2002 р. — за розвиток високодуховного музичного мистецтва і численні благодійні концерти Блаженнійший митрополит Київський і усієї України Володимир вручає музиканту орден Святого князя Володимира ІІІ ступеня.[джерело?]

## Незвичні досягнення
25 червня 2003 р. — на Міжнародному фестивалі акордеоністів у Чикаго відбувся своєрідний міні-конкурс між найкращим акордеоністом США Стасом Венглевським (президент Гільдії акордеоністів та вчителів США, колишній громадянин СРСР, який зараз мешкає в Чикаго. Він — улюбленець місцевої публіки) та найкращим представником Європи — Ігорем Завадським. Переможця мали визначати за гучністю аплодисментів глядачів. Кожен грав свій репертуар протягом 20 хвилин. Після виступу Ігоря Завадського зал аплодував стоячи, і президент фестивалю Джоан Саммерс запропонувала йому повернутися на сцену зіграти на біс. Це була перемога. «The best of the best» («Найкращий з найкращих»), — згодом написали про Ігоря Завадського в американському електронному літературно-художньому і публіцистичному журналі «Русский глобус» (№ 6, червень 2003 року).[джерело?]
7 липня 2005 р. — під час міжнародного фольклорного фестивалю у місті Кімберлі (Британська Колумбія, Канада) бере участь у встановленні нового рекорду «Книги Гіннеса» на найбільший у світі оркестр акордеоністів — 644 виконавці з 5 країн разом 30 хвилин грали попурі на відомі американські та канадські теми. Ігор був солістом цього оркестру та єдиним представником України. Попередній рекорд був встановлений 1 червня 2000 року в місті Діпенгейм (Нідерланди), де 566 акордеоністів грали в унісон 22 хвилини.[джерело?]
1 березня 2006 р. — отримав Золоту медаль як найкращий музикант у категорії «інструментальна музика» на конкурсі в рамках 1-го Міжнародного фестивалю котів (м. Ллорет де Мар, Іспанія), де обов'язковою умовою був костюм кота. Ігор обрав собі костюм «Кота у чоботях» з казки Шарля Перро і у ньому грав конкурсну програму.[джерело?]
1 вересня 2019 р. — здобув Золоту медаль на Міжнародних велоперегонах «Київська Сотка», подолавши дистанцію 102 км на гірському велосипеді за 3 години 33 хвилини 13 секунд. У 2020-му та 2021-му роках на цих же велоперегонах здобув бронзові медалі, у 2023-му — срібну медаль. Таким чином Ігор Завадський став першим діючим професіональним музикантом у світі, який здобув повний комплект медалей у міжнародному велоспорті.[джерело?]
20-го січня 2023-го р. у Будинку актора Києва був презентований 16-й музичний альбом Ігоря Завадського під назвою «Відлуння» (3 СD і 2 DVD) з загальною тривалістю звучання 9,5 годин, що є абсолютним світовим рекордом.[джерело?]

## Репертуар
І. Виконання Ігоря Завадського: класична музика у перекладеннях Ігоря Завадського та обробках сучасних авторів (перша цифра в дужках — кількість записаних варіантів, потім — назви музичних альбомів, де записано твір або його частина)
- І.Альбеніс — «Астурія» (2: соло зі студії — «Янгольські трелі»; соло з концерту, скорочений варіант — «Даніельф»)
- Т.Альбіноні — Адажіо (4: соло — «Мінор»; у супроводі групи віолончелей і контрабасів — «Фестиваль»; з саксофоном і симфонічним оркестром — «Містерія»; у дуеті з саксофоном — «Максимуз»)
- Й. С. Бах — Арія з сюїти № 3 для камерного оркестру (з камерним оркестром — «Фестиваль»)
- Й. С. Бах — Концерт № 3 для клавіра — Adagio, BWV 974, А.Марчелло (у дуеті з клавесином — «Максимуз»)
- Й. С. Бах — Концерт ре мінор для клавіра з камерним оркестром — фрагмент (з камерним оркестром — «Даніельф»)
- Й. С. Бах — Органна токата та фуга ре мінор (2: соло зі студії — «Мінор»; Токата, без фуги: соло з концерту — «Даніельф»)
- Й. С. Бах — Органна прелюдія до мажор (соло — «Ave любов»)
- Й. С. Бах — Органна прелюдія мі мінор (соло — «Мінор-2»)
- Й. С. Бах — Органна хоральна прелюдія фа мінор (соло — «Містерія»)
- Й. С. Бах — Прелюдія та фуга до мінор — ДТК, том 1 (соло — «Мінор-2»)
- Й. С. Бах — Прелюдія та фуга фа мінор — ДТК, том 2 (соло — «Фестиваль»)
- Й. С. Бах — «Сициліана» (з клавесином — «Янгольські трелі»)
- Й. С. Бах — Скерцо з сюїти № 2 — «Жарт» (7: соло — «Мінор»; у дуеті з клавішним акордеоном — «Мінор-2»; з клавесином — «Янгольські трелі»; у естрадній обробці — «Даніельф»; з флейтою і камерним оркестром — «Фестиваль»; з квартетом саксофоністів — «Містерія»; у супроводі струнного квінтету і клавесину — «Максимуз»; зі струнним квартетом, флейтою та фортепіано — «Душа»)
- Й. С. Бах-Ш.Гуно — Ave Maria (у дуеті зі скрипкою — «Ave любов»)
- Л. ван Бетховен — «Елізі» (соло — «Фестиваль»)
- Л. ван Бетховен — Симфонічна увертюра «Коріолан» (соло — «Мінор»)
- Л. ван Бетховен — Симфонія № 7 ля мажор — Allegretto (зі струнним квартетом, флейтою та фортепіано — «Душа»)
- Л. ван Бетховен — Соната № 14, «Місячна» (соло — «9-а планета»)
- Ж.Бізе — «Хабанера» з опери «Кармен» (з хором та оперною солісткою — «Ave любов»; з оркестром народних інструментів, хором та оперною солісткою — «9-а планета»)
- Л.Боккеріні — Менует (2: у дуеті з кнопковим акордеоном — «9-а планета»; у дуеті з фортепіано — «Душа»)
- Й.Брамс — Угорський танець № 5 (у естрадній обробці — «Душа»)
- Й.Брамс — Симфонія № 3 — Poco Alegretto (з симфонічним оркестром — «Фестиваль»)
- А.Вівальді — Концерт до мажор для флейти з камерним оркестром — Largo (2: з флейтою і камерним оркестром — «Фестиваль»; у супроводі струнного квінтету і клавесину — «Максимуз»)
- А.Вівальді — Концерт «Зима» з циклу «Пори року», три частини (4+1: соло — «Мінор»; з ансамблем клавішних акордеонів «Гранд-акордеон» — «Мінор-2»; з київським камерним оркестром «ARCHI» — «Янгольські трелі»; з камерним оркестром Полтавської обласної філармонії — «Даніельф»; перша частина концерту: з камерним оркестром та зі звуками природи — «Містерія»)
- А. Вівальді — Концерт «Весна» з циклу «Пори року» — Largo e pianissimo sempre (у супроводі струнного тріо: 2 скрипки, альт — «Максимуз»)
- А.Вівальді — Концерт «Літо» з циклу «Пори року», друга та третя частини (з київським камерним оркестром «ARCHI» — «Янгольські трелі»); «Літня гроза» — третя частина концерту «Літо» з циклу «Пори року» (3: соло — «Мінор»; з камерним оркестром Полтавської обласної філармонії — «Даніельф»; з камерним оркестром та зі звуками природи — «Містерія»)
- А.Вівальді — Концерт ля мінор для двох скрипок з камерним оркестром, Allegro (2: соло — «Містерія»; у супроводі струнного квінтету і клавесину — «Максимуз»)
- А.Вівальді — Концерт ля мінор для скрипки з камерним оркестром, три частини (3: з ансамблем клавішних акордеонів «Гранд-акордеон» — «Мінор-2»; з київським камерним оркестром «ARCHI» — «Янгольські трелі»; з камерним оркестром Полтавської обласної філармонії — «Даніельф»)
- А.Вівальді — Концерт «Ніч», дві частини: «Сон» (з камерним оркестром — «Фестиваль»), Allegro (2: з камерним оркестром — «Фестиваль»; соло — «Максимуз»)
- А.Вівальді — Концерт ре мінор для камерного оркестру — Grave (2: соло — «Містерія»; з камерним оркестром — «Фестиваль»)
- А.Вівальді — Концерт ре мінор для камерного оркестру — перша частина і скорочений фінал (у дуеті з кнопковим акордеоном — «9-а планета»)
- Г. Ф. Гендель — «Dignare» з ораторії «Te Deum» — «Тобі, Господи» (з хором хлопчиків при Академії музики ім. П.Чайковського — «Максимуз»; з хором хлопчиків ім. Л.Ревуцького — «Душа»)
- О.Грибоєдов — Вальс мі мінор (соло — «Максимуз»)
- Е.Гріг — «У печері гірського короля» з сюїти «Пер Гюнт» (з оркестром і хором — «Ave любов»; соло — «9-а планета»)
- К.Гуаставіно — «Недільний ранок» — фуга (соло — «Мінор-2»)
- Л. К. Дакен — «Зозуля» (2: соло — «Мінор»; соло — «Даніельф»; соло з концерту, з імітацією співу птахів Київським квартетом саксофоністів — «Містерія»)
- А.Дворжак — Слов'янський танець (соло — «Містерія»)
- А.Детуш — Пасп'є (соло — «Містерія»)
- Дж. Каччіні — Ave Maria (у дуеті зі скрипкою — «Ave любов»; у тріо зі скрипкою та оперною солісткою — «9-а планета»)
- Ф.Куперен — «Зозуля» (соло — «Душа»)
- Ф.Куперен — «Маленькі вітряки» (соло — «Душа»)
- Ф.Куперен — «Очерет» (соло — «Мінор»)
- Ф.Ліст — Угорська рапсодія № 2, транскрипція (соло — «Душа»)
- С.Людкевич — «Сумна пісенька» (соло — «Душа»)
- Б.Марчелло — Молитва (у дуеті з трубою — «Містерія»)
- В.Монті — Чардаш (у естрадній обробці — «Містерія»)
- В. А. Моцарт — Концерт № 23 ля мажор для фортепіано з камерним оркестром (з камерним оркестром — «Фестиваль»)
- В. А. Моцарт — «Маленька нічна серенада» — Рондо (з камерним оркестром — «Фестиваль»)
- В. А. Моцарт — Реквієм, дві частини: «Конфутатіс» (з хором і симфонічним оркестром — «Містерія»); «Лакримозо» (2: з хором; з хором і симфонічним оркестром — «Містерія»)
- В. А. Моцарт — Турецький марш (у естрадній обробці — «Даніельф»)
- В. А. Моцарт — Фантазія ре мінор (соло — «Мінор»)
- М.Огинський — Полонез, обробка М.Різоля (соло — «Мінор-2»)
- К.Орф — Кантата «Карміна Бурана», пролог з двох частин: "О, Фортуно! " (2: з хором і симфонічним оркестром — «Фестиваль»; з хором і ударними — «9-а планета»); «Оплакую рани, завдані мені долею» (з хором і симфонічним оркестром — «Фестиваль»)
- Н.Паганіні — 24-й каприс, варіації П.Хугеса (соло — «Мінор»)
- Ж. Ф. Рамо — «Перегукування птахів» (соло — «Фестиваль»)
- Ж. Ф. Рамо — «Тамбурин» (соло — «Фестиваль»)
- М.Регер — Органна інтродукція ре мінор (соло — «Мінор-2»)
- М.Римський-Корсаков — «Політ джмеля» (2: соло — «Мінор-2»; з симфонічним оркестром — «Фестиваль»)
- Х.Родріго — Концерт «Аранхуес» — Adagio (зі струнним квартетом, флейтою та фортепіано — «Душа»)
- Дж. Россіні — Каватина Фігаро з опери «Севільський цирульник» (соло — «Душа»)
- Дж. Россіні — «Неаполітанська тарантела» (соло — «Максимуз»)
- Д.Скарлатті — Соната сі мінор (2: соло зі студії — «Мінор»; соло з концерту — «Максимуз»)
- Д.Скарлатті — Соната до мажор (соло — «Фестиваль»)
- Д.Скарлатті — Соната ре мінор (соло — «Максимуз»)
- Д.Скарлатті — Соната мі мажор (соло — «Максимуз»)
- Д.Тартіні — «Трель диявола» (у дуеті з клавесином — «Янгольські трелі»)
- П.Чайковський — «Неаполітанська пісенька» з «Дитячого альбому» для фортепіано (соло — «Максимуз»)
- Ф.Шопен — Вальс № 3 ля мінор (соло — «Янгольські трелі»)
- Ф.Шопен — Вальс № 7 до дієз мінор (соло — «Мінор-2»)
- Ф.Шопен — Вальс № 10 сі мінор (соло — «Мінор»)
- Ф.Шопен — Вальс № 14 мі мінор (соло — «Мінор-2»)
- Ф.Шопен — Мазурка ля мінор (соло — «Ave любов»)
- Ф.Шопен — Ноктюрн до дієз мінор (соло — «Мінор»)
- Ф.Шопен — Ноктюрн № 2 мі бемоль мажор (соло — «Мінор-2»; соло з концерту — «Душа»)
- Ф.Шопен — Прелюдія № 4 мі мінор (соло — «Ave любов»)
- Ф.Шопен — Фрагменти вальсів № 7, 10, 14 (соло — «Даніельф»)
- Й.Штраус — «Біля прекрасного блакитного Дунаю» (соло — «Душа»)
- Ф.Шуберт — «Музичний момент» (соло — «Фестиваль»)
- Ф.Шуберт — Ave Maria (з хором хлопчиків — «Максимуз»; у дуеті зі скрипкою — «Ave любов»)

(Загалом — 113 творів. З них: 79 — різні, 34 — нові версії)
ІІ. Виконання Ігоря Завадського: популярна музика, авторські п'єси та обробки сучасних авторів
- З. де Абреу — «Тіко-тіко» (3: соло — «Мінор»; у естрадній обробці — «Янгольські трелі»; у супроводі естрадної групи — «Даніельф»)
- К.Баделт — «Він — пірат!» з кінофільму «Пірати Карибського моря» (у естрадній обробці — «Душа»)
- В.Верменич — «Чорнобривці» (з хором і двома солістами — «Ave любов»)
- А.Вершурен — Вальс «Стиль-мюзет» (у тріо з клавішним та кнопковим акордеонами — «Душа»)
- А.Вершурен-Ж.Гестем — Вальс «Сен-Хюбер» (у естрадній обробці — «Душа»)
- А.Вершурен-Д.Мотет — Вальс «Тромпет-мюзет» (у естрадній обробці — «Душа»)
- Ж.Гарваренць — «Вічне кохання» з кінофільму «Тегеран-43» (соло — «Ave любов»)
- В.Дашкевич — Тема з кінофільму «Пригоди Шерлока Холмса і Доктора Ватсона» (соло — «Максимуз»)
- Є Дербенко — «Фестиваль» (у дуеті з кнопковим акордеоном — «Фестиваль»)
- А.Джойс — Вальс «Осінній сон» (соло — «Ave любов»)
- С.Джоплін — «Артист естради» (соло — «Ave любов»)
- Є.Дога — Вальс з кінофільму «Мій лагідний та ніжний звір» (3: соло — «Містерія»; у естрадній обробці — «Янгольські трелі»; у естрадній обробці, з додатковим накладанням ударної установки — «Даніельф»)
- Р.Дуган — Саундтрек з кінофільму «Матриця» (з естрадною групою — «9-а планета»)
- Х.Жеро — Вальс «Під небом Парижа» (соло — «Ave любов»)
- І.Завадський — Тарантела-фантазія «Даніельф» (у естрадній обробці, з додатковим накладанням ударної установки — «Даніельф»)
- В.Зубков[ru] — Мелодія з кінофільму «Циган» (2: соло — «Фестиваль»; у естрадній обробці — «Містерія»)
- І.Івановичі — Вальс «Дунайські хвилі» (у естрадній обробці, з додатковим накладанням ударної установки — «Даніельф»)
- Д.Коломбо — Вальс-мюзет «Індіференс» (3: соло — «Мінор»; у естрадній обробці — «Янгольські трелі»; у естрадній обробці, з додатковим накладанням ударної установки — «Даніельф»; у дуеті з кнопковим акордеоном, Габріелем Шантріє — «9-а планета»; у дуеті з кнопковим акордеоном, Франком Віленом — «Душа»)
- Б.Кулє — «Дачиш на твоїм шляху» з кінофільму «Хористи» (з хором хлопчиків ім. Л.Ревуцького, струнним квартетом, флейтою та фортепіано — «Душа»)
- Б.Кулє — «Реквієм» з кінофільму «Хористи» (з хором хлопчиків ім. Л.Ревуцького, струнним квартетом, флейтою та фортепіано — «Душа»)
- М.Кюсс — Вальс «Амурські хвилі» (у естрадній обробці — «Максимуз»)
- М.Легран — Тема з кінофільму «Шербурзькі парасольки» (соло — «Максимуз»)
- Ф.Лей — «Історія кохання» (соло — «Ave любов»)
- П.Майборода — «Рідна мати моя» (з хором і двома солістами — «Ave любов»)
- Е.Морріконе — «Бразиліана» (у естрадній обробці, з додатковим накладанням ударної установки — «Даніельф»)
- Д.Мотет-А.Вершурен — «Фантастичний чардаш» (2: у естрадній обробці — «Янгольські трелі»; у естрадній обробці, з додатковим накладанням ударної установки — «Даніельф»)
- Є.Петерсбургський — «Втомлене сонце» (соло — «Ave любов»)
- П.Піццигоні — Вальс-мюзет «Світло й тіні» (у тріо з двома кнопковими акордеонами — «Душа»)
- А.П'яццолла — «Лібертанго» (8: соло — «Мінор»; у дуеті з клавішним акордеоном у студії — «Мінор-2»; у дуеті з клавішним акордеоном на концерті — «Фестиваль»; у естрадній обробці — «Янгольські трелі»; у супроводі естрадної групи — «Даніельф»; у тріо з кнопковим акордеоном та акустичною гітарою — «Фестиваль»; з контрабасом і групою ударних «Арс-Нова» — «Містерія»; у дуеті з кнопковим акордеоном — «9-а планета»)
- А.П'яццолла — «Облівіон» (з клавішним акордеоном і трубою — «Містерія»; у дуеті з клавішним акордеоном — «9-а планета»)
- Г.Родрігес — «Ля Кумпарсіта» (соло — «Ave любов»)
- О.Рибак — «Казка» (з естрадною групою — «9-а планета»)
- Г.Свиридов — Вальс з музичних ілюстрацій до повісті О.Пушкіна «Заметіль» (соло — «Ave любов»)
- Г.Свиридов — Романс з музичних ілюстрацій до повісті О.Пушкіна «Заметіль» (2: соло — «Максимуз»; з оркестром народних інструментів — «9-а планета»)
- Г.Свиридов — «Тройка» з музичних ілюстрацій до повісті О.Пушкіна «Заметіль» (з оркестром народних інструментів — «9-а планета»)
- П. де Сенневіль — «Балада для Аделіни» (соло — «Ave любов»)
- П. де Сенневіль — «Барвиста ніжність» (соло — «Душа»)
- П. де Сенневіль-О.Туссен — «Любов» (соло — «Ave любов»)
- М.Таривердієв — «Спогад» з кінофільму «17 миттєвостей весни» (соло — «Максимуз»)
- М.Теодоракіс — Увертюра до народної опери «Квартал янголів» (з оркестром народних інструментів — «9-а планета»)
- Я.Тірсен — «Вальс Амелі Пулен» з кінофільму «Амелі» (з фортепіано — «Душа»)
- Я.Тірсен — «На струнах душі» з кінофільму «Амелі» (соло — «Душа»)
- Г.Тьерні — Пасадобль «Ріо-Ріта» (у естрадній обробці — «Максимуз»)
- Е. Л. Уеббер — «Привид опери» (з оркестром, хором, естрадною групою та оперною співачкою — «9-а планета»)
- Г.Хамел — Полька-фантазія «Кришталеві перлини» (у естрадній обробці — «Янгольські трелі»)
- А.Хачатурян — Вальс до драми М.Лермонтова «Маскарад» (соло — «Ave любов»)
- В.Черников — Парафраз на тему пісні Б.Мокроусова «Одинокая гармонь» (соло — «Мінор-2»)
- В.Шаїнський — «День народження» (з мультфільму) (у супроводі естрадної групи — «Даніельф»)
- Ю.Шахнов-В.Ушаков — Обробка пісні «Крутится-вертится шар голубой» (з кінофільму) (у дуеті з клавішним акордеоном — «Мінор-2»)
- Карело-фінська полька (2: у дуеті з клавішним акордеоном — «Мінор-2»; у супроводі естрадної групи — «Даніельф»)
- Попурі на теми: «Queen» — «The Show Must Go On», «Scorpions» — "Still Loving You ", «Boney М» — «Rasputin», саундтрек з кінофільму «Кримінальне чтиво» (з естрадною групою — «9-а планета»)
- Попурі на теми пісень Джо Дассена «L'ete Indien», «Salut», «Et si tu n'existais pas» (з естрадною групою — «9-а планета»)
- Попурі на українські народні теми «Гармошечки-сестрички» (у дуеті з гармонню — «9-а планета»)
- Старовинна полька «Дідусь» (у естрадній обробці, з додатковим накладанням ударної установки — «Даніельф»)
- Старовинне танго «Бризки шампанського» (соло — «Ave любов»)
- Українська народна пісня «Із-за гори кам'яної» (у дуеті з гармонню — «9-а планета»)
- Українська полька, обробка М.Корецького, аранжування І.Завадського, В.Жаворонкова (у тріо з клавішним та кнопковим акорденами — «Душа»)
- «АВВА» — «Money» (з естрадною групою — «9-а планета»)
- «Europe» — « The Final Countdown» (з естрадною групою — «9-а планета»)

(Загалом — 79 творів. З них: 59 — різних, 20 — нових версій)
ІІІ. Найкращі акордеоністи України та світу, молоді музиканти, колективи народної музики на концертах Ігоря Завадського
45 музикантів-солістів з 9 країн світу (Україна, Росія, Білорусь, Сербія, Чорногорія, Італія, Німеччина, Франція, Китай): 27 — кнопковий акордеон, 15 — клавішний акордеон, 2 — гармонь, 1 — саксофон; ансамбль народної музики «Узоры» (м. Миколаїв); тріо «Троїсті музики» (м. Дніпропетровськ); квартет (м. Киев): клавішний акордеон, скрипка, віолончель, фортепіано, Дитячий зразковий ансамбль гармоністів (м. Жашків, Черкаська обл.)
- Р.Алессандріні — «П'яццолліно» (дует: Є.Гаврилюк, акордеон і М.Заікін, саксофон — «Максимуз»)
- О.Аляб'єв — «Соловей» (П.Уханов — «Містерія»)
- Г.Аміхалакіоає — «Діксіленд» (Д.Мотузок — «Фестиваль»)
- Ф.Анжеліс — «Спогад» на тему А.П'яццолли (А.Безрук — «Душа»)
- Ф.Анжеліс — «Ритмічна скринька» (Є.Гаврилюк — «Максимуз»)
- Ф.Анжеліс — «Asia-Flashes» з сюїти для акордеона (Р.Ліцман — «Фестиваль»)
- Ф.Анжеліс — «B.B.Brel-Bach» з сюїти для акордеона (В.Ісенко — «Фестиваль»)
- А.Астьєр — «Дивертисмент» (О.Микитюк — «Фестиваль»)
- Ж.Бардо — «Великий французький вальс-мюзетт» (І.Квашевич — «Фестиваль»)
- Й. С. Бах — Партіта № 2: симфонія, andante, фуга (В.Козицький — «Ave любов»)
- Й. С. Бах — Прелюдія та фуга мі мінор (ДТК, перший том) (Є.Гаврилюк — «9-а планета»)
- Й. С. Бах — Французька сюїта № 2 c-moll: Allemande, Courante (В.Козицький — «9-а планета»)
- Й. С. Бах — Французька сюїта № 2 c-moll: Сарабанда, Арія, Менует, Жига (В.Козицький — «Душа»)
- К. Ф. Е. Бах — Сонатина «Кароліна» (Д.Снігірьов — «Душа»)
- В.Бешевлі — Соната-каприччіо, друга частина (Є.Ковальов — «9-а планета»)
- А.Білошицький — Концертний триптих в іспанському стилі (В.Козицький — «Ave любов»)
- Й.Брамс — Угорський танець № 1 (П.Фенюк — «Містерія»)
- Е.Ваше-Ш.Пегюрі — «Тріолі» (Г.Шантріє — «Ave любов»)
- Г.Венявський — Скерцо-тарантелла (Ю.Деметьєва — «Фестиваль»)
- В.Власов — «Босса Нова» (Іван Завадський — «9-а планета»)
- В.Власов — «Кроки» (А.Вальков — «Ave любов»)
- С.Войтенко — «Одкровення» (В.Козицький — «Душа»)
- Р.Вюртнер — Варіації на тему російської народної пісні «Очи черные» (Я.Тищенко — «Душа»)
- В.Гаврилін — Тарантела з балету «Анюта» (П.Фенюк — «Максимуз»)
- Р.Гальяно — Вальс «Марго» (О. та І.Крачковські — «Містерія»)
- Р.Гальяно — Вальс «Французький дотик» (І.Корнєв — «9-а планета»)
- Р.Гальяно-А.Музікіні — «Пісня для Джосс» (А.Вальков — «Ave любов»)
- Е.Гранадос — Два іспанських танці (О.Антоненко — «Фестиваль»)
- В.Гридін — «Циганська рапсодія» (В.Ісаєв — «Містерія»)
- В.Гридін — «Іскристий зорепад» (Ю.Калашников — «Максимуз»)
- В.Грушевський — «Учора лисиця у гостях була» — обробка білоруської народної пісні (І.Квашевич — «Містерія»)
- В.Губанов — Вальс з Ретро-сюїти (Є.Гаврилюк — «Максимуз»)
- В.Губанов — «Коли йде дощ» (Іван Завадський — «Душа»)
- Є.Дербенко — «Біг часу» (І.Гоца — «Ave любов»)
- Є.Дербенко — Маленька сюїта: «Полька», «Півні» (А.Єременко — «Фестиваль»)
- Є.Дербенко — «Орловський сувенір» (П.Уханов — «Містерія»)
- Є.Дербенко — «Падеспань» (Д.Мотузок — «Фестиваль»)
- Є.Дербенко — Парафраз на тему Россіні (Д.Мазур — «Фестиваль»)
- Є.Дербенко — Рапсодія № 2 (П.Уханов — «Містерія»)
- Є.Дербенко — Токата (П.Уханов — «Містерія»)
- Є.Дербенко — «Жартівлива сонатина» (Б.Машталяр — «9-а планета»)
- О.Джойс-Г.Шендерьов — Вальс «Осінній сон» (В.Ісаєв — «Фестиваль»)
- Х.Жиро — «Під небом Парижа» (Є.Гаврилюк — «Фестиваль»)
- А.Журбін — «Концертна бурлеска» (І.Гоца — «Душа»)
- В.Загумьонов — «Гумореска» (О.Микитюк — «Фестиваль»)
- С.Зажитько — «Маленькі музичні перверсії для Анастасії Гнатюк» (Р.Юсипей — «Ave любов»)
- В.Зубицький — «Присвячення Астору П'яццоллі» (Є.Гаврилюк — «Фестиваль»)
- В.Зубицький — «Зимушка-зима» з сюїти № 2 «Російська» (І.Стаменич — «Максимуз»)
- В.Канаєв — Фантазія на тему російської народної пісні «Тонкая рябина» (В.Ісаєв — «Містерія»)
- Ла Компаньола — «Дивертисмент», перша частина — транскрипція М.Давидова (С.Вуячич — «9-а планета»)
- С.Коняєв — Скерцо (І.Квашевич — «Максимуз»)
- В.Корнев — «Віртуоз» (І.Квашевич — «Душа»)
- В.Косма — «Осіннє листя», транскрипція В.Черникова (В.Мурза — «Максимуз»)
- В.Марсо — «В імлі» (Г.Шантріє — «Ave любов»)
- А.Мацанов — «Бджілка» (І.Квашевич — «Фестиваль»)
- В.Мелоккі — «Балетоманія» (Р.Ліцман — «Містерія»)
- Б.Мирончук — Самба (М.Кашук — «Ave любов»)
- М.Мошковський — «Іскорки» (Ю.Кіпень — «Містерія»)
- На Юн Кін — «Бариня» (І.Корнєв — «Ave любов»)
- На Юн Кін — «Капітан» (І.Корнєв — «Ave любов»)
- Л.Ніка — «Тест Коло», «Сіка Севино Коло» (М. Кашук — «9-а планета»)
- В.Новиков — Концертне рондо "Пробач мене, Моцарт! " (В. Козицький — «9-а планета»)
- В.Новиков — «Циганський парафраз» (Ю. Калашников — «Максимуз»)
- Я.Олексів — «Давайте рухатись в джазі» (Д. Мазур — «9-а планета»)
- Л.Павкович — Румунська п'єса і Сорбсько хоро (І. Стаменич — «Максимуз»)
- Х.Паділья — «Де Джуліо» (В.Жаворонков — «Душа»)
- А.Петров — Вальс з кінофільму «Стережись автомобіля», обробка А. Тихончука (М. Кашук — «Максимуз»)
- Ю.Пешков — «Очи черные» (І. Єргієв — «Містерія»)
- Л.Піхлаяма — «Танець вітру» (О. Міткевич — «Містерія»)
- Ж.Пріват — «Чарівниця» (Г.Шантріє — «Ave любов»)
- С.Прокоф'єв — Марш з опери «Любов до трьох апельсинів» (Ч.Фон — «Містерія»)
- Ф.Пуленк — Імпровізація № 7 (М.Кашук — «Душа»)
- А.П'яццолла — Танго «Контрабас» (Д.Мазур — «Містерія»)
- А.П'яццолла — Танго «Односторонній рух» (Є.Гаврилюк — «Ave любов»)
- А.П'яццолла — Танго «S.V.P.» (М.Кашук — «Ave любов»)
- А.П'яццолла — Танго-етюд № 3 (М.Заікін, саксофон — «Максимуз»)
- А.П'яццолла — «Inverno» (квартет — «9-а планета»)
- А.П'яццолла — «Primavera Partena» (квінтет — «Душа»)
- С.Рахманінов — Вокаліз (А.Желізко — «Душа»)
- М.Родрігес — «Ля Кумпарсіта» (Р.Руджієрі — «Містерія»)
- Р.Руджієрі — «Гранд Джо» (Р.Руджієрі — «Містерія»)
- Р.Руджієрі — «Карнавал» (Р.Руджієрі — «Містерія»)
- Р.Руджієрі — Попурі на італійські теми (Р.Руджієрі — «Максимуз»)
- Р.Руджієрі — Джазова імпровізація (Р.Руджієрі — «Максимуз»)
- В.Семенов — «Брамсіана», фрагмент (А.Єременко — «Фестиваль»)
- В.Семенов — «Калина красная» (В.Козицький — «9-а планета»)
- Д.Скарлатті — Соната фа мажор (Є.Гаврилюк — «Фестиваль»)
- І.Сухий — «Видумка на гармоніці» (І.Сухий — «9-а планета»)
- С.Тихонов — «Ранчо веселого Джека» (І.Квашевич — «Фестиваль»)
- Л.Фанчеллі — «10 кілометрів до віконця» (О.Микитюк — «Максимуз»)
- К.Фоменко — Скерцо (Є.Гаврилюк — «Фестиваль»)
- П.Фроззіні — «Карнавал у Венеції» (О.Микитюк — «Максимуз»)
- П.Чайковський — З «Дитячого альбому»: «Гра в коники», «Марш дерев'яних солдатиків», «Солодка мрія», «Вальс» (Є.Гаврилюк — «Ave любов»)
- Й.Штраус — Перський вальс (В.Гусак — «9-а планета»)
- У.Ютіла — «Французький візит» (М.Кашук — «Душа»)
- Два гуцульських танці (В.Ісаєв — «Максимуз»)
- Джазова мініатюра «Bach's Lunch» (струнний квартет «AlterEgo» — «Душа»)
- Парафраз на народні теми (ансамбль «Узоры» — «Максимуз»)
- Попурі на теми мюзетів (Ф.Вилен — «Душа»)
- Попурі на теми Парижа (Ф.Вилен — «Душа»)
- Попурі на французькі теми (Ф.Вілен — «Душа»)
- Попурі на французькі теми (Г.Шантріє — «9-а планета»)
- «Сорбсько хоро» (дует: О.Микитюк-Д.Мотузок — «Фестиваль»)
- Танго «9 липня» (Г.Шантріє — «9-а планета»)
- Татарський народний танець «Хайтарма» (К.Стрельченко — «Максимуз»)
- «Циганочка», імпровізація виконавця (Ю.Калашников — «Максимуз»)
- Українська народна пісня «Вишиванка» (тріо «Троїсті музики» — «Ave любов»)
- Українська полька (тріо «Троїсті музики» — «Душа»)
- Українська весільна полька (тріо «Троїсті музики» — «Ave любов»)
- Українська полька «Вогонь» (ансамбль гармоністів — «Ave любов»)
- Українська народна мелодія «Зачибучка» (ансамбль гармоністів — «Ave любов»)

(Загалом — 111 творів)

## Дискографія
З 2001 по 2023 рік Ігор Завадський випустив 16 музичних альбомів на 25 CD та 4 DVD-альбоми з концертними відеозаписами. Перші 4 музичні альбоми, а також з 12-го по 15-й складаються з одного диску, 16-й альбом складається з 3-х CD. На них звучать твори лише у виконанні Ігоря Завадського. Альбоми з 5-го по 11-й складаються з двох дисків: на перших дисках записані твори у виконанні Ігоря Завадського, на других дисках — твори у виконанні понад 50 солістів та музичних колективів з 10 країн: України, Росії, Білорусі, Сербії, Чорногорії, Німеччини, Італії, Франції, Китаю, Фінляндії.

### «Мінор. Від Баха до П'яццолли» (2001)
Альбом на одному CD. Записаний в студії. У сольному виконанні Ігоря Завадського.
Назва «Мінор» близька виконавцю в усій багатогранності значень цього слова. Це не лише позначення музичної тональності, але й романтичний, меланхолійний настрій. Музикант професійно передає різні відтінки та характер творів, представлених в альбомі: монументальність, іронію, героїзм, замріяність, трагедію, ностальгію… Слово «мінор» означає «неповнолітній», «підліток». Ігорю Завадському дуже близькі безпосередність та чистота сприйняття світу, притаманні юному віку. Саме цей стан душі він прагне передати слухачеві.
Чільне місце в альбомі відведено 13 класичним творам XVIII—XIX століть у власному перекладенні Ігоря Завадського для кнопкового акордеона, також в альбомі записані й сучасні твори — французький вальс-мюзет «Індіференс» Джозефа Коломбо та імпровізація «Лібертанго» Астора П'яццолли.

### «Мінор-2» (2002)
Альбом на одному CD. Як і перший альбом, записаний в студії.
В альбомі представлено 12 класичних творів та 5 обробок популярної музики, 11 номерів записані у сольному виконанні, 2 — з ансамблем «Гранд-акордеон», складеним зі студентів Національної музичної академії України ім. П. І. Чайковського та 4 — у дуеті з Євгенією Черказовою (клавішний акордеон). Три записаних твори являють собою нові варіанти творів, які вже були у першому альбомі: концерт «Зима» з циклу «Пори року» Антоніо Вівальді — з ансамблем акордеоністів, «Жарт» Йогана Себастьяна Баха та «Либертанго» виконані у дуеті з клавішним акордеоном.

### «Янгольські трелі» (2003)
Альбом на одному CD. Записаний в студії.
В альбомі записано 8 класичних творів та 5 популярних мелодій в естрадній обробці (аранжування Андрія Остапенка). «Сициліана» та «Жарт» Йогана Себастьяна Баха, Соната Джузеппе Тартіні вперше записані у дуеті з клавесином (Світлана Шабалтіна), частини з трьох концертів Антоніо Вівальді виконані у супроводі київського камерного оркестру «Archi».
Головною композицією альбому є транскрипція сонати «Трель диявола» Джузеппе Тартіні. В інтерпретації Ігоря Завадського змінюється назва та ідейний зміст сонати. Епіграфом до цього твору могли б стати слова Лоуренса Пітера: «Диявол ще може змінитися. Колись він був ангелом і, можливо, продовжує еволюціонувати». Янгольські трелі поступово набирають сили, а голос диявола стає слабшим та переходить у плач каяття — так артистом у боротьбі двох музичних образів переданий конфлікт між добром та злом. Згідно з творчим задумом музиканта, енергетика, закладена ним у виконання цього твору допоможе слухачам краще відрізняти добро та зло, посилить віру у перемогу над темними силами.

### «Даніельф» (2004)
Альбом на одному CD. Запис зроблено на концерті в День народження музиканта, 20 січня 2004 року, в київському Центральному будинку офіцерів Збройних сил України.
Назва альбому і центральна його композиція — тарантела-фантазія «Даніельф» — виникли під враженням від гастрольних подорожей влітку 2003 року, під час яких музикант відвідав європейські, азійські країни, Америку та Ісландію. «Даніельф» — це добрий ельф Даніель, характер якого відображено у творі, написаному Ігорем Завадським на основі народних мелодій Іспанії, Італії та Греції.
7 творів альбому були виконані Ігорем Завадським вперше. До альбому також потрапили нові версії тих творів, які раніше вже були записані. Частина номерів альбому записані з камерним оркестром Полтавської обласної державної філармонії (концерти Антоніо Вівальді та Йогана Себастьяна Баха); популярна музика звучить у супроводі естрадної групи.

### «Фестиваль» (2005)
П'ятий альбом Ігоря Завадського. Записаний на різних концертах музиканта впродовж року і складається з двох дисків.

### «Містерія» (2006)
Шостий альбом і продовження музичної виконавської антології Ігоря Завадського, де максимально широко продемонстровані можливості акордеона у різних жанрах: класика, джаз, авангард, сучасні обробки народної та популярної музики.

### «Максимуз» (2007)
Сьомий музичний альбом Ігоря Завадського, який складається з двох дисків. Усі записи альбому «Максимуз» зроблені на концертах Ігоря Завадського в київському Будинку актора впродовж 2007 року.
З усіх альбомів цей має найбільшу тривалість звучання, що знайшло відображення в назві. «Максимуз» — це «максимум музики». Взагалі, слово «максимум» є одним з ключових у творчості Ігоря Завадського. Він — максималіст в усьому і прагне робити все максимально якісним, відвертим, цікавим і ексклюзивним.
«Максимуз», як і попередні три альбоми, записаний на концертах Ігоря Завадського. Лише 2 композиції повністю зроблені в студії з його незмінним аранжувальником Андрієм Остапенком: «Амурські хвилі» та «Ріо-Ріта». Вони зіграні Ігорем Завадським на кнопковому акордеоні «Scandalli» (зі специфічним естрадним тембром звучання), який з'явився у виконавця наприкінці 2007 року. Крім цих композицій, на першому диску розміщено 11 творів у його сольному виконанні та 2 дуети: з клавесином і саксофоном. Ще кнопковий акордеон Ігоря Завадського вперше на його дисках звучить у супроводі струнного тріо, струнного квінтету і клавесину, а також з хором хлопчиків при Національній музичній академії України ім. П. І. Чайковського (художній керівник — Алла Шейко). Крім 6 нових версій творів, записаних раніше, 15 творів — прем'єрні. Це і перекладення Ігоря Завадського класичної музики для кнопкового акордеона, і його обробки мелодій з відомих кінофільмів, і популярна музика в стилі ретро.
На другому диску записані танці народів світу, сучасна та джазова музика у виконанні майстрів з України, Білорусі, Сербії та Італії (6 виконавців — кнопковий акордеон, 5 — клавішний акордеон, 1 — саксофон, 1 — дует саксофону з клавішним акордеоном, 1 — ансамбль народної музики «Узоры»).

### «Ave любов» (2009)
Восьмий музичний альбом Ігоря Завадського. Усі записи альбому «Ave любов» зроблені на концертах Ігоря Завадського у Києві в період з 21 січня 2008-го до 21 січня 2009-го року.
Як і попередні три, він складається з двох дисків. «Ave» у перекладі з латинської мови означає «янгольське привітання». В деяких інших мовах, наприклад, у німецькій, це означає «привіт» або «прощавай». Як і все на землі, любов має свій початок і кінець, якщо йдеться про людські стосунки. В цьому випадку доречний переклад «привіт, любов; прощавай, любов». Деякі композиції альбому близькі до цієї філософії, наприклад: «Любов», «Історія кохання» або «Балада для Аделіни». Любов у більш широкому розумінні передбачає її нескінченність. В альбомі це найбільш показово відображено у трьох дуетах «Ave Maria», у двох піснях про любов до матері та в композиції «Вічна любов». Всі композиції альбому, зіграні на «живих» концертах Ігорем Завадським та іншими виконавцями, поєднані любов'ю до музики і до глядача.
На першому диску тільки один твір вже зустрічався в попередніх альбомах. Це — «Ave Maria» Ф.Шуберта. В новій версії кнопковий акордеон Ігоря Завадського вперше звучить в дуеті зі скрипкою. Як і в інших двох творах з назвою «Ave Maria», партію скрипки виконує Ульріке Вернер з Німеччини. У ролі акомпаніатора Ігор виступив ще в 3-х творах. В них співають хор і солісти. Більшість композицій першого диску — це романтичні твори або музика в стилі ретро. «У печері гірського короля» Е.Гріга — творчий експеримент Ігоря Завадського, де, крім оркестру і хору, він додав партію свого інструмента, що підкреслює звучання головної теми і надає більшої сучасності цій композиції.
На другому диску записані класичні, оригінальні твори, обробки української музики у виконанні вітчизняних музикантів і композиції у стилі мюзет відомого акордеоніста з Франції — Габріеля Шантріє.

### «9-а планета» (2010)
Дев'ятий музичний альбом музиканта. Як і попередні чотири, він складається з двох дисків. Усі композиції альбому записані безпосередньо на трьох київських концертах митця — у «Жовтневому палаці» (20 січня 2010 р.) і в Будинку актора (21.01.2009 р. та 21.01.2010 р.).
Якщо дивитися глобально, то у Ігоря Завадського, як і у кожної творчої особистості, є свій власний світ, своя планета, життя на якій не має нічого спільного з повсякденною реальністю. А якщо мати на увазі музичний світ, то кожний альбом для Ігоря — це як окрема музична планета, зі своєю назвою та особливостями. 24 серпня 2006 року у Сонячній системі залишилось 8 планет. Міжнародна астрономічна спілка вирішила позбавити Плутон статусу планети. Ігор Завадський завжди не вписувався в будь-які рамки. Зараз він вийшов за межі Сонячної системи зі своєю дев'ятою планетою :)
В альбомі «9-а планета», у порівнянні з іншими, розширені хронологічні рамки дат написання музичних творів, які увійшли до CD — від XVI ст. (Дж. Каччіні) до XXI ст. (О.Рибак), це половина тисячоліття! Розширені й жанрові рамки репертуару — вперше Ігор виконав рок і світові естрадні хіти популярної музики XX та XXI століть. Вперше кнопковий акордеон Ігоря Завадського звучить у поєднанні з оркестром народних інструментів, у тріо зі скрипкою та оперною солісткою, з хором і ударними, у дуеті з гармонікою. У «Привиді опери» Е. Л. Уеббера Ігор поєднав акустичне звучання свого інструмента, оркестру, хору та оперного співу з електронним звуком естрадної групи. Також вперше на дисках Ігоря Завадського можна почути його голос: перед твором Г.Свиридова «Тройка» Ігор декламує епіграф до повісті О.Пушкіна «Заметіль» (вірш В.Жуковського).
З 22-х номерів, де грає Ігор, 8 вже зустрічалися в його попередніх альбомах, але в інших інтерпретаціях. На другому диску альбому — три дуети за участю Ігоря Завадського і гості його концертів з України, Франції та Чорногорії.

### «Душа» (2011)
Десятий музичний альбом музиканта. Альбом складається з двох дисків. Композиції альбому записані на київських концертах Ігоря Завадського.
Будь-який музичний інструмент, на якому грають з душею, може зачаровувати слухачів своїм звучанням і мати з виконавцем спільну душу. А якщо цей інструмент — акордеон, звучання якого найбільш близько перегукується з людськими душами, тоді це нікого не залишає байдужим. Саме широкій душі акордеона Ігор Завадський присвячує свій ювілейний музичний альбом.
Альбом «Душа» містить твори, виконані Ігорем сольно, з хором хлопчиків імені Л.Ревуцького, в естрадному аранжуванні, записи гостей концертів музиканта — кращих акордеоністів України, Білорусі та Франції. У новому альбомі вперше на дисках Ігоря Завадського записана його гра у дуеті з фортепіано, у тріо з двома акордеонами, в ансамблі зі струнним квартетом, флейтою та фортепіано. Також уперше на дисках можна почути написаний ним текст до пісні з кінофільму «Хористи». Майже половина записаної в альбомі музики пов'язана із Францією — країною, згадка про яку у багатьох пробуджує романтичні почуття та викликає асоціацію з акордеоном.
«Soul» — це не тільки переклад на англійську слова «душа», але й назва музичного стилю. На сленгу тих, хто співає у стилі «Soul», це слово також означає «справжність, чесність, відвертість». Саме таким Ігор Завадський завжди прагне бути на сцені перед своїми глядачами. Акордеон для нього — «друга половина», яка може тонко відчувати та відтворювати різні душевні настрої.
Альбом «Душа» — це можливість відчути коливання тих струн душі, які у повсякденному житті не завжди звучать, і не лише акордеон Ігоря Завадського, а й інструменти інших виконавців у цьому альбомі щиро відкривають слухачеві свої душі.

### «Лібертанго» (2017)
Одинадцятий музичний альбом музиканта. Альбом складається з двох дисків. Композиції альбому записані на київських концертах Ігоря Завадського.
Саме цей альбом вже був проанонсований і мав вийти ще 5 років тому. Але завадила «творча відпустка». Вже майже завершена робота над альбомом була зруйнована і довелося по крихтах збирати до купи все, що було напрацьовано 5 років тому. Тому цей альбом є знаковим для Ігоря не лише за назвою «Лібертанго» («Танго свободи»), але й за тим, з якими стражданнями і у яких муках він народжувався…
І на підтвердження назви альбому у ньому міститься три різні варіанти виконання «Лібертанго» Астора П'яццолли.
На першому диску альбому представлені твори у сольному виконанні Ігоря Завадського, його дуети з кращими українськими акордеоністами і відомим італійським джазовим акордеоністом та композитором — Ренцо Руджієрі. На цьому ж диску Ігор разом з симфонічним оркестром виконав низку класичних композицій, а також твір Ренцо Руджієрі «Італійські акварелі». Окрім цього на диску записані твори у виконанні Ігоря Завадського разом з квартетом саксофоністів, в естрадній обробці та з перкусією.
На другому диску альбому записані класичні, оригінальні твори, обробки української музики у виконанні вітчизняних музикантів та кращих акордеоністів з Італії та Фінляндії.
Запис альбому розпочато у 2012 році, закінчено у 2016. Презентація альбому відбулася під час концерту Ігоря Завадського 20 січня 2017 року в київському Будинку актора.

### «Фенікс» (2018)
Дванадцятий музичний альбом музиканта. Альбом на одному CD. Записаний в студії. У сольному виконанні Ігоря Завадського.
Альбом «Фенікс» — перший альбом Ігоря Завадського, який повністю записаний ним після тривалої паузи. Цей альбом став своєрідним символом перемоги людського духу і відродження музиканта. 23.03.2012-12.06.2016 (1543 дні) — у Ігоря Завадського була вимушена пауза без репетицій, в результаті чого була повністю втрачена виконавча форма музиканта. Але дивним чином техніка виконання і концертна форма були повністю відновлені.
Цей альбом став другим з дванадцяти (після першого «Мінор. Від Баха до П'яццолли»), який записаний лише у сольному виконанні Ігоря Завадського. Чотири композиції цього альбому записані з естрадною обробкою. «Фенікс» — альбом, у якому, порівнюючи з іншими альбомами, більше всього треків з класичною музикою у перекладенні Ігоря Завадського для кнопкового акордеона.
Запис альбому зроблено у студії наприкінці 2017 року. Презентація альбому відбулася під час концертів Ігоря Завадського 20 та 21 січня 2018 року в київському Будинку актора.

### «Віват, 13!» (2018)
Тринадцятий музичний альбом музиканта. Альбом на одному CD. Записаний в студії та в Органному залі.
Це перший альбом Ігоря Завадського, практично повністю записаний у дуеті з органом (Станіслав Калінін).
Альбом складається з творів композиторів-класиків: Концерти «Весна» та «Осінь» з циклу «Пори року», інші Концерти А.Вівальді; три «Ave Maria» Дж. Каччіні, Ш.Гуно та Ф.Шуберта; Менует та «Жарт» з Оркестрової сюїти № 2, «Сициліана» Й. С. Баха; Мелодія К. В. Глюка; Полонез М.Огінського; «Облівіон» А.П'яццолли. Також до альбому увійшли: сольне виконання Adagio з Концерту «Аранхуес» Х.Родріго та три твори у естрадній обробці — Серенада Ф.Шуберта, «Неаполітанська пісенька» П. І. Чайковського та «О, Фортуно!» К.Орфа.
Запис альбому зроблено у студії (м. Київ) та в Органному залі Харківської обласної державної філармонії у 2018 році. Презентація альбому відбулася на концертах Ігоря Завадського 22 та 23 травня 2018 року в київському Будинку актора.

### «Пори року» (2019)
Чотирнадцятий музичний альбом музиканта. Альбом на одному CD. Записаний в студії і в Органному залі.
«Унікальність цього альбому полягає в тому, що в ньому знаменитий цикл „Пори року“ Антоніо Вівальді представлений повністю в незвичному поєднанні сольного звучання акордеона з органом („Весна“, „Осінь“) та з камерним оркестром („Літо“, „Зима“).
Досі існують суперечки про рік створення цього музичного шедевра. 2019, 2020, 2023 чи 2025 (за різними версіями) — рік, коли циклу „Пори року“ виповнюється 300 років!
Цей цикл передбачає не лише зміну пір року, але й різний вік людини: весна — дитинство, літо — юність, осінь — зрілість, зима — похилий вік.
А.Вівальді (1678—1741) народився у Венеції навесні, 4 березня. Його концерт „Весна“ (як і „Осінь“) написаний у мажорі. Помер на чужині — у Відні — влітку, 28 липня. Можливо, не випадково, що концерт „Літо“ (як і „Зима“) написаний великим композитором у мінорі.
21-й CD „Пори року“ — найдовший за звучанням з моїх дисків — 74 хвилини 44 секунди. До цього найдовшим був лише 12-й — 73'52 (2-й CD в альбомі „Ave Любов“). У ньому представлені 7 композиторів, але фото на обкладинці можна побачити лише шістьох, бо Альберті — псевдонім композитора, який побажав залишитись невідомим.
„Пори року“ — другий поспіль альбом, де звучить лише класична музика в моєму перекладенні для кнопкового акордеона.
Пори року мають величезну кількість кольорів. У кожному з моїх альбомів диски також різного кольору: 1 — зелений, 2 — синій, 3 — коричневий, 4 — червоний, 5 — помаранчеві, 6 — жовті, 7 — блакитні, 8 — білі, 9 — фіолетові, 10 — чорні, 11 — яскраво-червоні, 12 — пурпурні, 13 — салатовий, 14 — різнокольоровий…» (Ігор Завадський)
Запис альбому зроблено у 2018 році у студії та у Національному будинку органної та камерної музики України (м. Київ). Презентація альбому відбулася 20 та 21 січня 2019 року в київському Будинку актора на концертах Ігоря Завадського «Пори року» та «Пори року. Продовження».

### «Тріумфъ» (2019)
П'ятнадцятий музичний альбом музиканта. Альбом на одному CD. Записаний в домашніх умовах.
Це альбом ювілейний альбом Ігоря Завадського і у ньому, зокрема, є і переможний «Тріумфальний марш».
Вперше у своїх записах Ігор виступив у ролі композитора і, одночасно, виконавця своїх пісень. До альбому увійшов його авторський цикл пісень «Дитячі Пори Року».
Диск унікальний і тим, що він має найбільшу кількість треків серед усіх 22-х CD музиканта.
З другого по чотирнадцятий альбоми деякі музичні композиції повторювались у нових версіях звучання. У 15-му альбомі абсолютно усі треки — нові твори.
Вперше альбом Ігоря Завадського записаний не на студії і не в концертному залі, а у нього вдома. Запис, монтаж, зведення треків та аранжування до них зробив Іван Завадський.
У створенні цього альбому брали участь: Андрій Бригіда (ідеї з оформлення альбому); Антон Пісоцький (дизайн); Денис Дорош (переклад на англійську); Тетяна Бекірова (слова до трьох пісень, присвячених весні, осені та зимі); Наталія Косинець (участь у створенні тексту для «Осінньої пісеньки»); студія Михайла Дідика (виготовлення майстер-диска).
Запис альбому зроблено у 2019 році. Презентація альбому відбувалась на концертах Ігоря Завадського в Будинку актора 28.12.2019, 20.01.2020, 21.01.2020.

### «Відлуння» (2022)
Шістнадцятий музичний альбом музиканта. Альбом складається з трьох CD та двох DVD. Записаний у домашніх умовах під час війни.
В альбомі «Відлуння» 64 треки на трьох CD: 4 записані з концертів, 60 — домашні записи зі студійною обробкою звуку. 27 жодного разу не зустрічались у попередніх альбомах Ігоря Завадського. Ще 37 треків — це нові версії того, що вже було записано в альбомах Ігоря раніше.
Вперше музичний альбом Ігоря Завадського складається з трьох дисків. Перші 14 альбомів Игоря були записані в студії, минулий — у нього вдома. А новий він почав записувати у 2022 році у під'їзді свого будинку, коли за вікном вибухали снаряди. 01.03.2022 у відповідь на військові події в Україні, які почались за 5 днів до цього, Ігор відкрив свій «музичний фронт»: став робити домашні записи, щоденно розміщуючи їх на своєму ютуб-каналі. Спочатку записи робились у під'їзді, потім у квартирі. 60 з них увійшли до нового альбому. Ще 4 — це концертні записи: один з Органного залу Харківської обласної філармонії (імпровізація Ігоря Завадського на тему «Лібертанго» А.П'яццолли, 20.09.2018) і три з Будинку актора («Лебідь» К.Сен-Санса, 20.01.2017; «Фантазія на тему Ф.Мендельсона», 01.10.2017; «Мелодія» М.Скорика, 21.01.2022).
Девізом «музичного фронту» стали слова Ігоря Завадського: «Поки бахають снаряди за вікном, буду у відповідь бахати Бахом та іншими композиторами». А першим записом стала прем'єра у репертуарі Ігоря — «Відлуння» Й. С. Баха. Саме таку назву і отримав цей 16-й альбом, який складається з трьох CD та двох DVD. Значень слова «відлуння», відносно альбому, ще декілька:
- відлуння війни в Україні виявилось настільки сильним, що розійшлось в усі куточки земної кулі;
- студійний звук завжди має невелике відлуння, яке у домашніх умовах недостатнє для створення альбому; це необхідне відлуння вперше додалось до «домашніх» записів Ігоря Завадського на студії звукозапису в іншій країні й повернулось до України вже зі студійним звуком;
- відлуння буває в горах, у лісі та у печерах. На обкладинку альбому не випадково потрапила печера. У давні часи печерні люди не мали електрики, гарячої води та центрального опалення; у печерах були холод, темрява і… відлуння. Цей альбом виготовлявся саме в таких «печерних» умовах. Мирних жителів України свідомо захотіли перетворити у печерних людей за допомогою постійних ракетних обстрілів. Цей альбом — музична відповідь темним силам. Адже там, де є світло, темрява зникає. Такому світлу, якщо воно йде від серця і душі, не потрібні ліхтарики або електрика. Загасити його неможливо. Кожен трек у цьому альбомі — маленький промінчик світла, який народжувався у душі Ігоря Завадського під час виконання тієї безсмертної музики, з якої складається цей альбом.
Запис альбому зроблено у 2022 році. Презентація альбому відбувалась на концертах Ігоря Завадського в Будинку актора 20.01.2023, 21.01.2023.